# Lynda Garland
Lynda Garland (nascuda el 13 d'octubre del 1955) és una acadèmica i professora de la Universitat de Queensland. La seva recerca se centra en les imatges femenines durant l'antiguitat tardana i en la societat romana d'Orient.

## Biografia
La professora Lynda Garland és professora agregada honorífica d'Estudis Clàssics a la Facultat de Recerca Històrica i Filosòfica de la Universitat de Queensland (Austràlia). Anteriorment havia estat professora d'Història Antiga i Medieval a la Universitat de Nova Anglaterra. Així mateix, ha impartit classes a la Universitat de Nova Anglaterra (Nova Gal·les del Sud) i treballat com a cap de la Facultat d'Humanitats de la Universitat de Nova Anglaterra a Armidale.
Estudia la història des de l'antiguitat clàssica fins a l'alta edat mitjana. La seva pròpia recerca se centra en dones, especialment les princeses imperials i emperadrius, i la seva relació i condició en el si de la família i la societat durant el període romà d'Orient. Així mateix, ha col·laborat amb el professor Matthew Dillion, de la Universitat de Nova Anglaterra, i compilat documents socials i històrics de l'antiga Grècia i l'antiga Roma. Els documents primaris es tradueixen a l'anglès i reunits en llibres per a estudiants i acadèmics d'història grega i romana.